# سد لا اسمرالدا
سد لا اسمرالدا (به اسپانیایی: La Esmeralda Dam) یک سد خاکی در کلمبیا است که در Santa María, Boyacá واقع شده‌است.